# Bernhard Jobin
Bernhard Jobin est un imprimeur et éditeur de livres allemand, (avant 1545 ; † 1593). 

## Biographie
Bernhard Jobin est peut-être originaire de Porrentruy, dans le canton suisse du Jura, et a acquis la citoyenneté strasbourgeoise en 1560 en tant que coupeur de formulaires et membre de la guilde des imprimeurs de livres. 
Ses premières estampes apparaissent en 1566, le signet de l'imprimeur Jobin montrant un buste d'empereur avec l'inscription Sapientia constans. En 1567, il épouse Anna Fischart, la sœur de Johann Fischart, dont il publie presque entièrement les œuvres à partir de 1570. Jobin a fait faire la décoration du frontispice par Tobias Stimmer et, vers la fin des années 1570, par Christoph Murer. Jobin a ajouté des lieux d'impression facilement reconnaissables comme faux à ses œuvres imprimées et a souvent utilisé des pseudonymes.

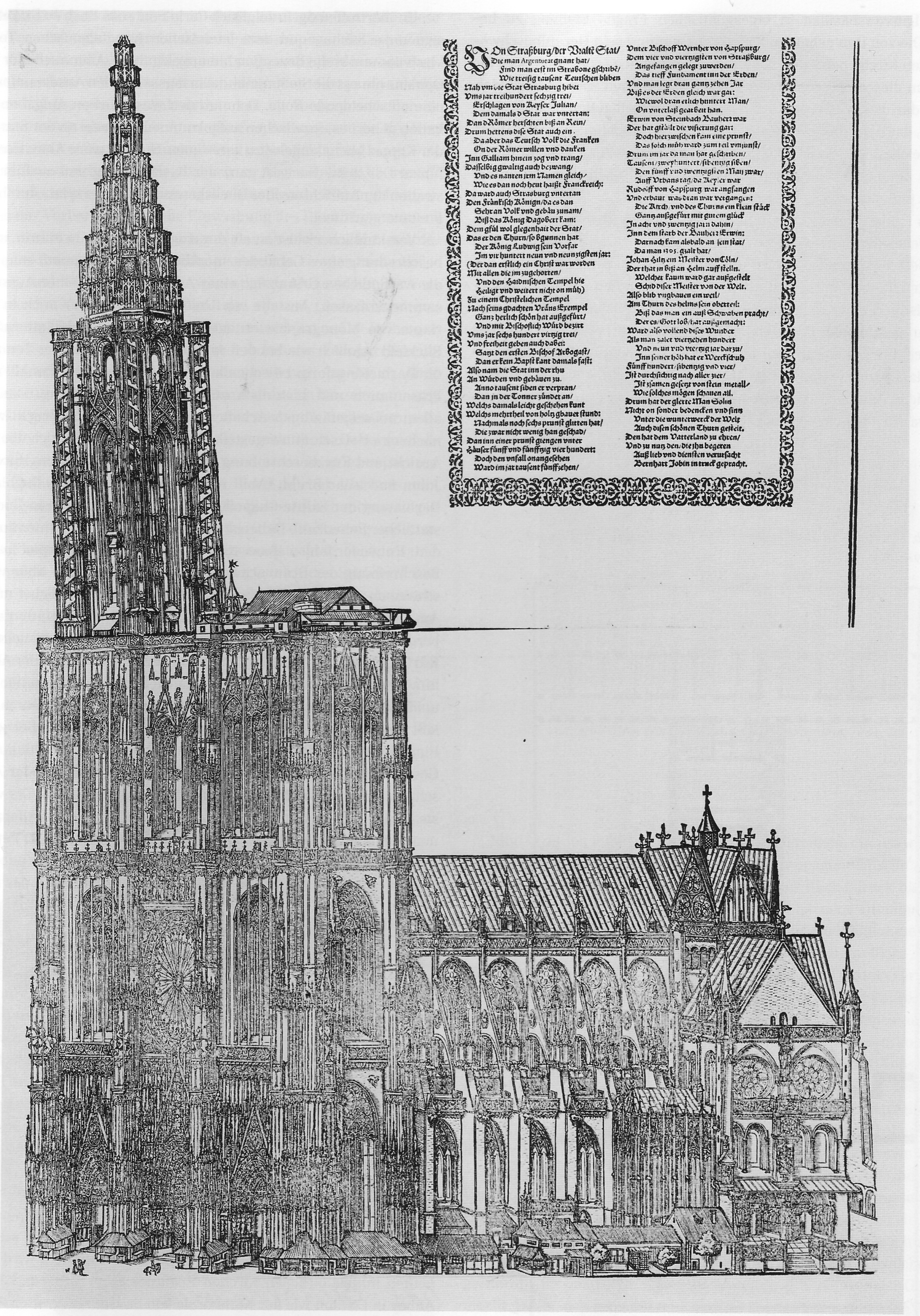
Bernard Jobin, la cathédrale de Strasbourg. Gravure sur bois, 1574.

Il a publié d'importants ouvrages sur le grobianisme, ainsi que les premières traductions allemandes d'auteurs français et néerlandais, des collections de chants sacrés, des tablatures phonétiques (1573), des ouvrages juridiques, historiques et médicaux. Parmi les auteurs figurent Paracelse, Nikolaus Reusner, Arnaldus de Villanova, Nicodemus Frischlin, Georg Marius et François Rabelais. Outre les œuvres de Fischart, Jobin a également publié Kunstreiche Figuren biblischer Historien (1579) de Tobias Stimmer et Chronicon Alsatiae (1592) de Bernhard Hertzog. D'innombrables bordures, pamphlets et gravures sur bois sont attribuables à Jobin.
Après sa mort en 1593 (probablement à Strasbourg), ce sont d'abord ses héritiers, puis, seul, son fils Tobias Jobin qui reprennent l'imprimerie. En 1604, il est passé en possession de Johann Carolus.

## Littérature
- Rudolf Schmidt: Deutsche Buchhändler. Deutsche Buchdrucker. Berlin 1902–1908, S. 516 (zeno.org)
- Bruno Weber: „Die Welt begeret allezeit Wunder“: Versuch einer Bibliographie der Einblattdrucke von Bernhard Jobin in Straßburg. Gutenberg-Jahrbuch (1976) S. 270–290
- (de) Josef Benzing (de), « Jobin, Bernhard », dans Neue Deutsche Biographie (NDB), vol. 10, Berlin, Duncker & Humblot, 1974, p. 444 (original numérisé).
- (de) Jakob Franck (de), « Jobin, Bernhard », dans Allgemeine Deutsche Biographie (ADB), vol. 14, Leipzig, Duncker & Humblot, 1881, p. 98-101